# Frank Bailey (cầu thủ bóng đá, sinh thập niên 1800)
Frank Bailey (birth and death không rõ) là một cầu thủ bóng đá người Anh thi đấu ở vị trí outside left với Doncaster Rovers tại Football League đầu thập niên 1900.

## Sự nghiệp thi đấu

### Doncaster Rovers
Xuất phát từ câu lạc bộ ở Sheffield, Darnall Rovers, Bailey thi đấu trận đầu tiên trong mùa giải ra mắt của Doncaster tại Football League năm 1901, ghi bàn thắng thứ ba và cũng là bàn gỡ hòa vào lưới Burslem Port Vale.
Ông có 23 lần ra sân tại Football League và Cúp FA cho Rovers, ghi 6 bàn. Sau một mùa giải thì ông rời đi, để chuyển đến Worksop Town tại Midland League.